# Carles Pérez
Carles Pérez Sayol (Granollers, 16 de fevereiro de 1998) é um futebolista espanhol que atua como atacante. Atualmente, joga pelo Aris, emprestado pelo Celta de Vigo.

## Carreira
Nascido em Granollers, Pérez jogou por Vilanova de la Roca e Damm antes de chegar às categorias de base do Espanyol em 2008, onde passou 4 anos. Em 2012 foi para o Barcelona, onde também atuaria na equipe juvenil. Em outubro de 2015, ainda como atleta da base, fez sua estreia profissional pelo time B, entrando como substituto de Maxi Rolón no empate sem gols com o Levante B.
Em julho de 2017, foi incorporado em definitivo ao Barcelona B e disputou sua primeira partida na Liga Adelante 1 mês depois, substituindo Vitinho na vitória por 2 a 1 sobre o Valladolid. Marcou seu primeiro gol em janeiro de 2018, quando o Barcelona B venceu o Tenerife por 3 a 1. Mesmo com o rebaixamento da equipe, o atacante renovou seu contrato por mais 2 anos.
Em maio de 2019, Pérez estreou em La Liga no empate por 2 a 2 com o Eibar, também como substituto - desta vez, entrou na vaga de Malcom. O atacante marcaria 2 gols como jogador do time principal dos Blaugranas, contra Real Betis (vitória por 5 a 2) e Internazionale (vitória por 2 a 1, pela Liga dos Campeões da UEFA). Deixou a equipe em janeiro de 2020 e assinou com a Roma por empréstimo com opção de compra (valor fixado em 11 milhões de euros.). Fez parte do elenco campeão da primeira edição da Liga Conferência Europa da UEFA, atuando em 8 jogos.. Em 2 temporadas e meia com a camisa giallorossa, Pérez disputou 75 partidas (54 pela Série A, 2 pela Copa da Itália e as 8 pela Liga Conferência), marcando 8 gols.
Em agosto de 2022, voltou à Espanha para jogar no Celta de Vigo, inicialmente por empréstimo - foi contratado em definitivo em junho do ano seguinte, atuando em 57 jogos e marcando 8 gols pela equipe da Galiza.
Para a temporada 2024–25, o Celta emprestou Pérez ao Getafe.

## Carreira internacional
Pérez representou as seleções de base da Espanha, com mais destaque para a categoria Sub-17, onde marcou 10 gols em 14 partidas.

## Vida pessoal
Em agosto de 2020, testou positivo para COVID-19, sendo um dos 4 jogadores da Roma que foram diagnosticados com o vírus, juntamente com o goleiro reserva Antonio Mirante, o lateral brasileiro Bruno Peres e o atacante neerlandês Justin Kluivert.

## Títulos
Roma
- Liga Conferência Europa da UEFA: 2021–22[17]

Barcelona
- La Liga: 2018–19
- Liga Jovem da UEFA: 2017–18[18]